# Alphaeus Philemon Cole

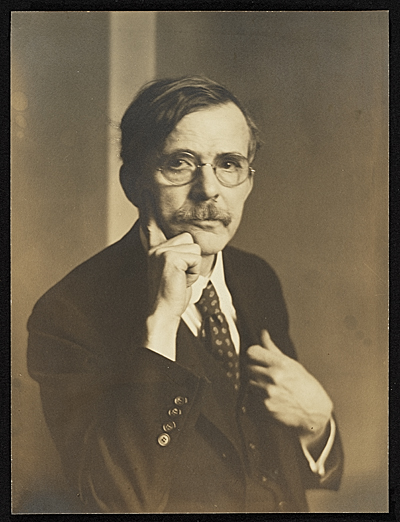
Alphaeus Philemon Cole (um 1920)

Alphaeus Philemon Cole (* 12. Juli 1876 in Jersey City, New Jersey; † 25. November 1988 in New York) war ein US-amerikanischer Künstler und Supercentenarian.

## Leben
Alphaeus Philemon Cole wurde als Sohn des bekannten Graveurs Timothy Cole im Bundesstaat New Jersey geboren. Von 1893 bis 1901 studierte Cole in Paris auf der Académie Julian bei Jean Paul Laurens und Jean-Joseph Benjamin-Constant, auf der École nationale supérieure des beaux-arts und in Italien. Von 1924 bis 1931 unterrichtete er Porträt- und Stilllebenmalerei an der New Yorker Cooper Union.
Cole war Mitglied zahlreicher Künstlervereinigungen und -akademien, darunter der Lyme Connecticut Art Association und der National Academy of Design, in der er 1941 zum Vollmitglied (NA) gewählt wurde. Der National Arts Club ernannte ihn sogar zum Ehrenmitglied. Zudem stand er der Vereinigung Allied Artists of America (von 1952 bis 1953) und der New York Watercolor Society als Präsident vor (1931 bis 1941).
Er war zweimal jeweils mit einer Bildhauerin verheiratet: von 1903 bis 1961 mit Margaret Ward Wamsley und 1962 bis 1973 mit Anita Rio Higgins. Beide Ehen endeten aufgrund des Todes des Ehepartners. Zu seinen Freunden zählten John Singer Sargent und William Merritt Chase, während er die Werke Jackson Pollocks und Lee Krasners verachtete.
Noch bis zu seinem 103. Geburtstag tat sich Cole künstlerisch hervor. Seit dem Tod von Herman Smith-Johannsen am 5. Januar 1987 war er der älteste lebende Mann der Welt, was jedoch erst nach seinem Ableben festgestellt wurde. Bis heute ist Cole, der im Alter von 112 Jahren und 136 Tagen starb, der älteste Künstler aller Zeiten.

## Werk
Sein Frühwerk Mitte der 1890er Jahre umfasste viele lebhafte Werke, vor allem Stillleben und Porträts. Er bevorzugte Öl- und Wasserfarben. Im Jahre 1901 zeigte er einige seiner Kunstwerke auf der Pan-American Exposition in Buffalo, die Encyclopædia Britannica nahm eine Illustration aus dem Jahre 1903 in ihre Ausgabe auf. Später wagte sich Cole in das Feld der Holz- und Steingravuren und der Radierungen vor. Sie verkauften sich jedoch überwiegend schlechter als seine Porträts.
Seine Kunstwerke präsentierte er regelmäßig im Salon des Artistes Francais, in der Londoner Royal Academy und auf diversen New Yorker Ausstellungen, u. a. im 1871 gegründeten Salmagundi Club, dem er seit 1918 angehörte.